# وادي الضبعية (الأفلاج)
الضبعية أو الشطبة الجنوبية هو أحد أكبر أودية الأفلاج في السعودية. وهو أحد الشطبتين، والضبعية هي الشطبة الجنوبية. وطول واديهما من متعلقه في قمة جبل العارض إلى ما بعد المقرن أكثر من مائتين وخمسين كيلًا، ويلتقيان في منطقة المقرن، وفي الضبعية نخيل ومناهل مياه، منها: منهل الشُقيب.